# 후오비
후오비(huobi)는 2013년 9월 창업자 리린(李林)에 의해 설립된 디지털 자산 거래소이자 금융 서비스 플랫폼이다.  현재 싱가폴, 미국, 일본, 한국, 홍콩 등 다수의 국가와 지역에서 서비스 중이다. ZhenFund와 Sequoia Capital에게 투자를 받았고 2017년 12월 누적 거래액 8,500억 달러를 돌파했다. 후오비 글로벌, 후오비 캐피탈, 후오비 랩스. 후오비 월렛, 후오비 중국, 후오비 미국, 후오비 일본, 후오비 한국 등을 운영중이다.

## 그륩 연혁

### 2013년
5월 15일huobi.com후오비 도메인 구매
8월 1일 모의 거래 플랫폼 오픈, 1회 비트코인 모의 트레이닝 대회 개최.
9월 1일 거래 비트코인 거래 플랫폼 후오비 오픈.
11월5일 Zhenfund(真格基金)와 다이즈캉(戴志康)의 엔젤 투자 유치.
11월 9일 비트코인 거래액 1억 위안 돌파.
12월 거래소 누적 거래액 300억 위안 달성

### 2014년
3월 4일 비트코인 거래액 15억 위안 달성. 35만 비트코인.
3월 19일, 후오비 라이트 코인 거래 시작.
4월 누적 거래액 1,200억 위안 달성.
4월 4일 벤처 투자 기업  Sequoia Capital투자 유치.
12월 15일 P2P 사업 진출, 다수의 기업과 전략적 제휴 체결.

### 2015년
4월25일, 칭화대학교(清华大学) 오도구 금융학원(五道口金融学院) 인터넷 금융 연구소 <디지털자산연구프로젝트> 후원.
11월 26일 일일 비트코인 거래량 178만, 일 거래액 38억 위안 달성.
다.
12월 12일 일일 비트코인 거래량 213만, 일 거래액 61억 위안 달성.

### 2016년
6월 플랫폼 누적 거래액 1조 위안 달성.
7월 1일 후오비 블록체인 연구 센터 <블록체인: 미래 금융과 경제의 신 패턴>출판.
7월 8일 칭화대학교 오두구 금융학원과 함께 <2014-2016글로벌비트코인발전보고>발표.
11월 플랫폼 누적 거래액 1조 7천 억 위안 달성. 글로벌 비트코인 거래 시장 60% 점유.
12월 3일 위 미디어(We Media)선정 "2016년도 이용자 최우수 신뢰 금융 기업상"수상.
12월 20일 심천시 정부 추진의 중국 최초 핀테크(Fintech) 디지털 자산 연맹 발기 기업 선정.
12월 22일 플랫폼 누적 거래액 2조 위안 달성.
12월 23일 2017 중관촌 인터넷 금융포럼 선정 "2016년도 가장 경쟁력 있는 금융 기술 기업상"수상..

### 2017년
7월 플랫폼 누적 거래액 4조 위안 달성.
10월 기업화 전략 전환, 글로벌 전략 발표.
10월 한국 지사 설립 발표.  서울 본사 설립.
11월 싱가폴 후오비 글로벌 플랫폼 정식 설립. 첫 달 거래액 46억 달러 돌파.
12월 일본 지사 설립 발표. 동경 본사 설립. 후오비 플랫폼 누적 거래액 8천 5백억 달러 돌파.

### 2018년
1월 후오비 글로벌 포인트 후오비 토큰(Huobi Token)발표.
02월 HADAX 거래소 오픈. 자체 투표 시스템을 통한 상장제도 도입.
3월 후오비 코리아 오픈. 후오비 풀, 글로벌 에코 펀드, 글로벌 엘리트 제도 도입.
3월 태국 증권 기업 Finansia Syrus와 태국 거래소 설립 협력 계약 체결.
3월 360 금융 기업과 금융 기술 및 보안 서비스 협력 계약 체결.
3월 영국 임페리얼 컬리지(Imperial College London) 데이터 과학 연구소와 디지털 통화 거래 데이터 연구 계약 체결.
3월 호주 블록체인 글로벌 기업과 전략 투자 및 후오비 호주 거래소 설립 계약 체결.
4월 후오비 글로벌 누적 거래액 1조 달러 돌파.
04 월,다.
4월 후오비 풀 EOS 슈퍼 노드 경쟁 참여.
6월 6일 후오비 기업 금융 체인(후오비 체인) 건설 계획 설립.

## 그룹 업무

### 조직 구조

#### 리린(李林)
후오비 그룹 창립자, 대표이사, CEO
리린은 칭화대학교 자동화학과를 졸업 후 글로벌 최대 데이터 기업 오라클에서 근무했다. 2013년 인터넷 산업에 대한 뛰어난 안목으로 후오비를 창업했고 글로벌 블록체인 선두 기업으로 성장 시켰다.

#### 주지아웨이(朱嘉伟)
후오비 그룹 COO
후오비 그룹의 최고 운영 책임자로 오라클과 캡제미니 컨설팅(Capgemini Consulting)에서 근무했다. 기업 경영과 데이터 분석에서 풍부한 경험을 보유하고 있다.

#### 청시엔펑(程显峰)
후오비 그룹 CTO
후오비 그룹의 최고 기술 책임자로 One APM의 최고운영책임자(COO)를 역임했었다. 중국 MongoDB 및 Docker 기술의 초기 추진자다.

#### 우슈펑(吴树鹏)
후오비 그룹 CSO
그룹 보안담당 최고 책임자로 디디추싱, 글로벌 컨설팅기업, NSFOCUS와 정부에서 근무한 경험을 가지고있다. 풍부한 정보 보안과 리스크 관리에 기술 연구 관리 경험을 보유하고 있다.

#### 리슈페이(李书沸)
후오비 그룹 CFO
그룹 최고 재무책임자와 글로벌 비즈니스 확장 업무를 담당하고 있다. 과거 OKEx의 CEO와 OKE기업의 CFO를 역임했다. 투자은행과 기업 상장 분야에 풍부한 경험을 가지고 있으며 핀테크와 전자 결제 전문가이다.

### 주요 비즈니스
2017년 10월 후오비는 조직구조와 업무를 재정비해 그룹 형 기업으로 전환했다. 현재 후오비 글로벌, 후오비 캐피탈, 후오비 랩스, 후오비 월렛, 후오비 중국, 후오비 미국, 후오비 한국 등 다양한 사업을 벌이고 있다.
- 후오비 글로벌

글로벌 디지털 자산 거래 플랫폼. 싱가폴에 본사를 두고 있다. 후오비 글로벌 운영팀이 운영을 하며 다양한 디지털 자산 투자 기회와 서비스를 제공한다.
- HADAX

HADAX는 후오비 글로벌이 출시한  자세 상장 플랫폼이다. 디지털 자산 투자자 및 초기 혁신 디지털 자산을 제공하는데 목적을 두고 있다. HADAX는 프로젝트의 진위성과 합법성을 심사하 코인의 상장은 사용자가 결정한다. 사용자는 후오비 토큰(Huobi Token)을 사용하여 투표에 참여한다. 가장 많은 표를 받은 프로젝트는 HADAX에 상장된다.
- 후오비 캐피탈

에 초점을 blockchain 산업은 초기 단계 투자 펀드에 본사를 두고 중국의 홍콩。화재 동전 초기 자본금까지의 크기는 수백만 달러의 수천을 탐구하고 육성 글로벌 블록 체인 프로젝트이다.
- 후오비 캐피탈

후오비 캐피탈은 블록체인 업계 벤처 투자에 중점을 둔 후오비 기업의 핵심 계열사다. 블록체인은 비용을 절감해주는 효율적인 기술일뿐만 아니라 생산과 신뢰에 기반을 둔 사회적 도구이다. 후오비는 업계의 창업자에게 투자를 통해서 블록체인의 핵심 기술의 발전과 블록체인이 인터넷 인프라로 성장할 수 있길 기대하고 있다.
- 후오비 에코 시스템 펀드

글로벌 블록 체인 산업의 상류 및 하류 개발에 중점을 둔 에코 산업 기금 (Emory-Industry Fund)은 2018년에 2 억 달러 규모로 설립되었다. 이 펀드는 Huobi Token을 화재 통화 생태계의 핵심으로 삼고 전세계 생태계 파트너와 함께 Firecoin Group의 글로벌 자원을 투자를 통해 생태 파트너에게 공개하고 생태 파트너 자원을 공유한다.
- 후오비 연구소

질적과 양적 방법을 결합하여 블록체인 상의 리스크와 잠재력을 발견하는데 전념하고 있다. 후오비 연구소는 자산 평가 원칙과 결합하여 블록체인 상의 건상한 생태계 구축을 위해 "후오비 스마트 체인 자산 평모델"을 출시했다.
- 후오비 랩 Huobi Labs

Huobi Labs는 블록체인 전문가로 구성된 기구로 초기 블록체인 창업자를 지원하는데 전념하고 있다. 후오비 랩은 미국 샌프란시스코에 위치하고 있으며 블록체인 창업 기업을 위해 업계 리소스, 기술, 자금과 거래등 다방면의 서비스를 제공하고 있다.
- 후오비 풀

디지털 마이닝과 거래를 통합한 플랫폼이다. 마이닝, 월렛, 간편거래, 헤지, 클라우딩 컴퓨터를 포함하고 있다. FPPS등 다양한 분산형식을 사용하고 있다. 후오비 풀은 PRO 계정과 직적 연결되어 있다. 출금, 거래, 수수료 할인 등을 이용할 수 있다. 후오비 풀은BTC, BCH마이닝을 자유롭게 전환할 수 있어 마이닝 리스크 헤지가 가능하다. 사용자는 작업 능력 위탁을 통해 마이닝 수익을 미리 배당 받을 수 있다.
- 후오비 월렛

후오비 월렛은 다양한 디지털 자산 관리 서비스를 위해 만들어졌다. 디지털 자산의 안전한 보호를 제공하며 다양한 종류의 디지털 자산을 저장할 수 있다.
- 후오비 중국

중국 베이징에 위치하고 있으면 블록체인의 통합적인 연구와 개발을 제공하는 플랫폼이다.
- 후오비 미국

미국 샌프란시스코에 위치해 있다. 미국 현지화 운영을 통해 달러와 디지털 자산 거래 서비스를 제공하고 있다.
- 후오비 한국

대한민국 서울에 위치하고 있다. 한국 현지화 운영을 통해 원화와 디지털 자산 거래 서비스를 제공하고 있다.
- 후오비 인포

블록체인의 분야의 전문적이고 포괄적이 뉴스와 연구 서비스 제공 플랫폼. 중국 지역에 초첨을 맞춘 서비스로 전문적이고 심층적인 최신 블록체인 연구 기술과 응용에 대한 정보 컨설팅, 연구, 교육 서비스를 통합한 서비스를 제공하고 있다.

## 그룹 업적
후오비 그룹은 5년 이상 디지털 자산 거래 플랫폼 운영 경험을 가지고 있다. 전 세계 130개 이상의 국가에서 200만 명의 이용자에게 디지털 자산 거래 및 자산 관리 서비스를 제공하고있다. 2013년 12월 후오비는 중국 디지털 자산 플랫폼 순위 1위에 올랐으며. 2014년 4월 글로벌 거래량 1위 거래소에 올랐다. 2016년 6월 거래소 누적 거래액 1조 위안, 2016년 11월 전세계 비트코인 거래 시장의 60%를 차지했다. 2017년 12월 후오비의 누적 거래액 8천 5백억 달러를 돌파했다. 2018녀 4월 후오비 그룹 누적 거래액 1조 달러를 돌파했다.
- 2014년 중국 혁신 성장 기업의 100 강력[17]
- 2014 연례 중국 인터넷 기업 컨퍼런스"금융 HP 성급 호텔인"[18]
- 2014년 중국 인터넷 뱅킹 리더 순위에서"올해의 혁신 플랫폼"[19]
- 2014년 중국 자 미디어"올해의 인터넷 금융 플랫폼"[20]
- 2014년의 네 번째 세션 동북아시아,인터넷,그리고 전기 공급자 컨퍼런스"새로운 스위스상"[21]
- 2014년 구름을 통해 대중 테스트 보안 인증[22]
- 2015년 상하이 인터넷 비즈니스 서밋,"최고의 팀이"[23]
- 2015년 연간 금융 긱스 어워드"연간 재무 괴짜 플랫폼"[24]
- 2015년 중국 미디어의 정상 회담"인터넷 금융을 신뢰할 수 있는 플랫폼"[25]
- 2016년 국가는 미디어에서의 연례 회의"2016년 연간 대부분의 사용자 신뢰 금융 기업"[26]
- 2017년에 중 떨어져 마을의 인터넷 금융 포럼의"2016년 연간 중 금융 기술을 가장 경쟁력 있는 기업상 수상"[27]
- 2017년 팬의 티타늄 클라이언트 금융 기술 듀얼 만들기 콘테스트"연간 금융 기술 보안 기술혁신상"[28]
- 2017년에는"국가의 금융 기술 정상 포럼"금융 기술 혁신은 우수기업 수상[29]
- 2017년 국가의 금융 기술 정상 포럼"의 경우 수집하는 뛰어난 기업 수상[30]
- 2018 수상했다는 두 번째 연간 금융 기술 포럼,"우수기업 수상"[31]